# Tim Lobinger

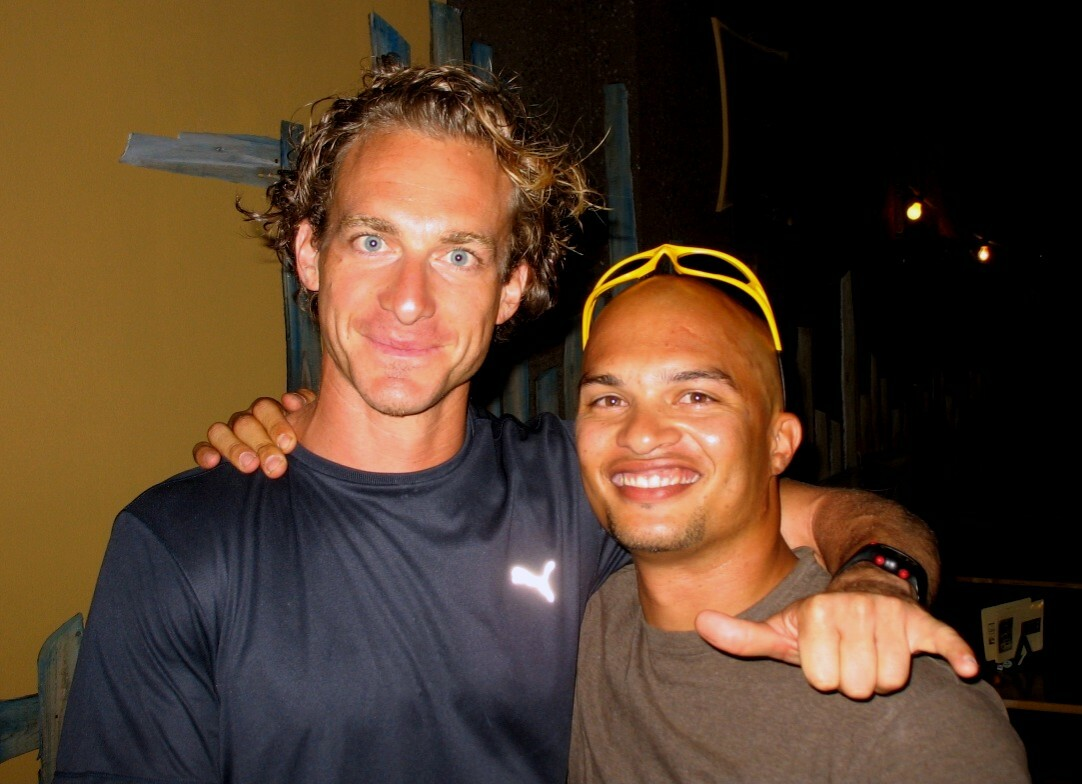
Tim Lobinger mit seinem Trainer Chauncey Johnson nach der Hoepfner Sports Night, Karlsruhe, 26. Juli 2006

Tim Lobinger (* 3. September 1972 in Rheinbach; † 16. Februar 2023 in München) war ein deutscher Stabhochspringer. Er wurde in dieser Disziplin Welt- und Europameister in der Halle.

## Sportliche Karriere
Ab Ende der 1990er Jahre zählte Lobinger zu den besten Stabhochspringern in Deutschland. Seine stärksten Saisonleistungen erzielte er 1997 sowie 1999, als er als erster Deutscher im Freien beim ASV-Sportfest im Müngersdorfer Stadion in Köln 6,00 Meter übersprang.
Seine größten Erfolge errang Lobinger in der Halle. 2003 wurde er in Birmingham Weltmeister und
1998 in Valencia sowie 2002 in Wien Europameister. Außerdem errang er bei den Weltmeisterschaften 2006 in Moskau die Bronzemedaille. Im Freien gewann er bei den Europameisterschaften 2002 in München Bronze und bei den Europameisterschaften 2006 in Göteborg Silber. Bei Weltmeisterschaften im Freien gewann Lobinger keine Medaille: 1993 in Stuttgart schied er in der Qualifikation aus, 1995 in Göteborg wurde er Elfter, 1997 in Athen Vierter, 1999 in Sevilla Sechster, 2003 in Paris/Saint-Denis und 2005 in Helsinki Fünfter sowie 2007 in Ōsaka Achter. Zudem wurde er 15-mal Deutscher Meister (9-mal im Freien, 6-mal in der Halle).
Olympische Spiele dagegen verliefen eher enttäuschend für Lobinger. 1996 in Atlanta wurde er Siebter, 2000 in Sydney kam er auf den dreizehnten und 2004 in Athen auf den elften Platz. 2008 in Peking scheiterte er bereits in der Qualifikation.
Im Jahr 1999 nahm er an einem Zehnkampf in Leverkusen teil und erreichte 7346 Punkte. Seine dabei erzielte Höhe von 5,76 m im Stabhochsprung ist bis heute (2023) die beste erreichte Höhe in dieser Disziplin im Rahmen eines Zehnkampfes mit über 7000 Punkten.
Lobinger wurde 2011 mit dem Rudolf-Harbig-Gedächtnispreis ausgezeichnet.
Er hatte in seiner aktiven Zeit bei einer Größe von 1,93 m ein Wettkampfgewicht von 85 kg.

## Nach dem Sport
Lobinger arbeitete 2011 als Fitnesstrainer für den Fußballspieler Aljaksandr Hleb. In der Saison 2012/13 wurde er Athletiktrainer beim damaligen Fußball-Zweitligisten RB Leipzig. Nach zuletzt einer Saison bei der U-23 beendete er dort im Sommer 2016 seine Tätigkeit. Mit seiner Firma Believe In Your Training (BIYT) bot Lobinger Personal Training an. Zu den betreuten Profisportlern zählte der Fußballnationalspieler Joshua Kimmich.

## Privates
Lobinger war von 1994 bis 2003 mit der Dreispringerin Petra Lobinger (geb. Laux) verheiratet. Das Paar bekam zwei Kinder, eine Tochter und den späteren Fußballprofi Lex-Tyger Lobinger.
Im August 2011 heiratete Lobinger in Bad Wiessee die Fernsehmoderatorin Alina Baumann, die er 2002 kennengelernt hatte. Mit ihr hatte er einen Sohn (* 2016). Das Paar trennte sich 2017.
Lobinger arbeitete zeitweise als Model. 1999 spielte er in der Folge Ihr Kinderlein kommet der Serie Dr. Stefan Frank – Der Arzt, dem die Frauen vertrauen einen Gärtner.
2011 nahm er an der vierten Staffel der RTL-Tanzshow Let’s Dance teil, in der er mit seiner Tanzpartnerin Isabel Edvardsson den vorletzten Platz belegte. Am 30. Juni 2012 trat er in der vierten Staffel von Schlag den Star gegen Kandidat Steffen an und gewann nach acht Spielen bei einem Endergebnis von 23:13. Am 17. September 2019 trat er zusammen mit seinem Sohn Lex-Tyger als Team in der Spielshow Renn zur Million … wenn Du kannst! an.
Am 3. März 2017 wurde bei Lobinger ein Multiples Myelom diagnostiziert, was er im Mai 2017 öffentlich machte. Lobinger unterzog sich in den Folgejahren wiederholt Behandlungen. Im März 2022 wurde bekannt, dass er erneut an Krebs erkrankt war, im Oktober 2022 erklärte er, dass es keine Aussicht auf Heilung mehr gebe. Lobinger starb am 16. Februar 2023 in München im Alter von 50 Jahren.
Tim Lobinger war Botschafter für die Deutsche José Carreras Leukämie-Stiftung und Interplast-Germany.